# The Fox (album)
Pour les articles homonymes, voir The Fox.
Albums de Elton John
21 at 33
(1980) Jump Up!
(1982)
Singles
1. Nobody Wins
Sortie : 23 mai 1981
2. Just Like Belgium
Sortie : juillet 1981
3. Chloe
Sortie : juillet 1981

The Fox est le quinzième album studio d'Elton John, sorti en 1981.
Cinq des onze chansons de l'album proviennent des séances d'enregistrement de l'album précédent du chanteur, 21 at 33 : Heart in the Right Place, Carla/Etude, Fanfare, Chloe et Elton's Song. Elles sont produites par Elton John et Clive Franks. Le reste de l'album est produit par Chris Thomas.

## Liste des titres

### Face 1
1. Breaking Down Barriers (Elton John, Gary Osborne) – 4:41
2. Heart in the Right Place (John, Osborne) – 5:11
3. Just Like Belgium (John, Bernie Taupin) – 4:08
4. Nobody Wins (Jean-Paul Dréau, Osborne) – 3:37
5. Fascist Faces (John, Taupin) – 5:10

### Face 2
1. Carla/Etude (John) – 4:46
2. Fanfare (John, James Newton Howard) – 1:26
3. Chloe (John, Osborne) – 4:40
4. Heels of the Wind (John, Taupin) – 3:32
5. Elton's Song (John, Tom Robinson) – 3:01
6. The Fox (John, Taupin) – 5:11

## Musiciens
- Elton John : chant, chœurs, piano acoustique, piano électrique
- James Newton Howard : synthétiseurs, programmation des synthétiseurs, vocoder, Fender Rhodes, orgue Hammond,, arrangements
- Steve Porcaro : synthétiseurs
- Richie Zito : guitare
- Steve Lukather : guitare
- Dee Murray : basse, chœurs
- Reggie McBride : basse
- Nigel Olsson : batterie
- Alvin Taylor : batterie
- Jeff Porcaro : programmation de la batterie électronique
- Roger Linn : programmation de la batterie électronique
- Victor Feldman : percussions
- Stephanie Spruill : tambourin, chœurs
- Jim Horn : saxophone alto
- Mickey Raphael : harmonica
- Marty Paich : arrangements des cordes
- London Symphony Orchestra : cordes
- James Cleveland : directeur de la chorale
- Cornerstone Baptist Church Choir : chœurs
- Ronald Baker, Colette Bertrand, Varl Carwell, Chuck Cissel, Bill Champlin, Clarence Ford, Roy Galloway, James Gilstrap, Max Gronenthal, John Lehman, Tamara Matoesian, Gary Osborne, Oren Waters : chœurs

## Classements et certifications
| Pays et classement                          | Meilleure position |
| ------------------------------------------- | ------------------ |
| Australie - Kent Music Report               | 2                  |
| Autriche                                    | 11                 |
| Canada - RPM Albums Chart                   | 43                 |
| Pays-Bas - MegaCharts                       | 20                 |
| France - SNEP                               | 5                  |
| Nouvelle-Zélande                            | 6                  |
| Norvège - VG-lista                          | 5                  |
| Suède - Sverigetopplistan                   | 25                 |
| Royaume-Uni - UK Albums Chart               | 12                 |
| États-Unis - Billboard 200                  | 21                 |
| Allemagne de l'Ouest - Media Control Charts | 34                 |

| Pays et classements (1981) | Position |
| -------------------------- | -------- |
| Australie                  | 31       |
| France                     | 15       |

| Pays              | Certification | Ventes certifiées |
| ----------------- | ------------- | ----------------- |
| Australie         | —             | 60 000            |
| Royaume-Uni (BPI) | Argent        | 60 000            |